# 사마이트납작꼬리도마뱀붙이
사마이트납작꼬리도마뱀붙이(Uroplatus sameiti )는 잎꼬리도마뱀붙이류의 일종이다. 잎꼬리도마뱀붙이속의 다른 종들처럼 마다가스카르 고유종이며, 섬의 일차림(:en:Old growth forest), 이차림(:en:Secondary forest)에서 발견된다. 피부색을 주변환경과 비슷하게 바꿀 수 있는 능력이 있으며, 옆구리의 덮개는 휴식을 취할 때 가장자리를 알아보기 힘들게 해준다.
이 녀석들은 서식지 파괴, 애완동물 교역을 위한 남획 때문에 CITES 부속서 II로 보호받는다.

## 분류와 어원
속명 Uroplatus는 "꼬리"를 뜻하는 "ourá" (οὐρά) 와 "납작한"을 뜻하는 "platys" (πλατύς)의 두 그리스어 단어의 라틴어화(en:Latinization)이다. 종명은 독일의 도마뱀붙이류 브리더 요아킴 사마이트(Joachim Sameit)의 라틴어화(Latinisation)이다.
잎꼬리도마뱀붙이속은 마다가스카르에 고유한 14 종이 속해있다. 사마이트납작꼬리는 원래 구강점막의 밝은 색깔에 기반하여 근연종 남방납작꼬리도마뱀붙이의 아종으로 기술되었다. 하지만 이후에 진행된 분석을 통해 이는 서로 아주 닮은 두 종을 구분하에 적합한 진단특징(diagnostic feature)이 아니며, 이 두 종을 구별할 수 있는 믿음직한 형태적 특징을 알아내기 위해서는 더 많은 연구가 필요할 것이라는 것을 보여주었다.
분류학적으로는 U. sameiti는 U. fimbriatus, U. giganteus, U. henkeli, U. sikorae와 함께 단일계통적(monophyletic) 복합체(complex)를 이룬다. 이 복합체는 하나의 큰 종을 이룬다.

## 묘사
사마이트납작꼬리는 야행성 수목성(en:arboreal) 도마뱀붙이류이다. 눈은 크고 눈꺼풀이 없으며 공막은 노란색, 동공은 타원형이어서 야행성 습성에 적합하다. 이 종은 꼬리까지 6 to 8 인치 (15 to 20 cm)에 이른다. 햇볕이 내리쬘 때는 대부분의 시간을 나무줄기에 수직으로 매달려서 머리를 아래로 하고 휴식하며, 밤에는 먹이를 찾아 떠난다.
다른 납작꼬리도마뱀붙이류처럼 꼬리가 위아래로 납작하다. 사마이트납작꼬리는 위장색을 띠며, 회갈색에서 검은색, 녹갈색 바탕에, 나무껍질과 그 위에 서식하는 지의류, 이끼를 닮은 다양한 무늬를 띤다. 사마이트납작꼬리는 옆부분에 머리에서 꼬리까지 일렬로 피부가 삐죽삐죽하게 늘어나있는데, 이를 옆구리덮개(dermal flap)라고 부르며, 낮에 나무줄기 위에서 쉴 때 그림자를 흩어버려 가장자리를 알아보기 어렵게 만드는 역할을 한다. 게다가 주변환경에 맞춰 피부색을 살짝이지만 바꿀 수도 있다.

## 식성
사마이트납작꼬리는 곤충, 절지동물 따위를 먹는 충식동물(en:insectivore)이며, 육지달팽이(:en:land snail)도 먹는다.

## 분포와 서식지
사마이트납작꼬리는 오직 마다가스카르 동부의 습한 연해 저지대 삼림에서만 발견된다.

## 사육
사마이트납작꼬리가 애완동물 시장에 얼마나 많이 나돌고 있는지는 알려져있지 않은데, 이는 비슷하게 생긴 근연종 남방납작꼬리도 같이 나돌고 있기 때문이기도, 구강점막의 색깔이 진단기준이 되지 못한다는 사실이 새롭게 밝혀졌기 때문이기도 하다. 사마이트납작꼬리는 남방납작꼬리처럼 보통 두세 마리를 번식쌍(breeding pair)으로 하여 기른다. 귀뚜라미나 나방 따위의 적당한 크기의 다양한 곤충을 섭취하며, 주기만 한다면 달팽이도 먹는다. 사육시에 성공적으로 교미가 이루어진다면 30일마다 산란하여 90일 후에 부화할 것이다.

## 위기
마다가스카르의 탈산림화(:en:deforestation in Madagascar)와 서식지 파괴, 애완동물 거래를 위한 남획은 사마이트납작꼬리에게 주요한 위협이다. 세계 자연 기금(WWF)은 납작꼬리도마뱀붙이속의 모든 종들을 불법 야생동물 교역(:en:wildlife trade)으로 고통받는 "10대 긴급 수배종 목록"에 등재했는데, 이 녀석들이 "국제적인 애완동물 교역 과정에서 남획되고 팔려나가는 게 위험한 수준에 이르렀기" 때문이다. 이 녀석들은 CITES 부속서 II로 보호받고 있다.